# Сибиряковы
Сибиряковы —  богатейший и влиятельнейший род Сибири. Носители фамилии всей своей деятельностью показывали из поколения в поколение, что «богатство может возвести человека к святости, если распоряжаться им так, как заповедует Бог»; сибирские предприниматели XVIII — нач. XX вв., сыгравшие выдающуюся роль в экономике и культуре Сибири; известные меценаты и хранители одного из самых огромных состояний Российской империи, построившие на свои деньги большое количество образовательных и здравоохранительных учреждений. Некоторые из них активно участвовали в движении Толстовства (с 1895 года).
В Санкт-Петербурге существует Благотворительный фонд имени Иннокентия Сибирякова.

## Первые поколения рода
Основатель рода — купец Афанасий Сибиряков (ок. 1676—1754) родом из Архангелогородского уезда. В его владении было несколько парусных судов на Байкале, рыбный промысел.
Сын его, Михаил Афанасьевич Сибиряков, успешно расширив деятельность отца, стал крупным забайкальским предпринимателем, купцом I гильдии, владельцем горнорудного производства и, благодаря своим заслугам в экономическом развитии Сибири, принес в род дворянский чин, о чём свидетельствует запись: «Михайло Сибиряков в службу вступил в 1759 году. 7.02.1784 произведен коллежским асессором, и находясь в сем чине, 03.02.1791 пожалован на дворянское достоинство Дипломом, копия с которого хранится в Герольдии». Активную предпринимательскую деятельность начал с 1760-х гг. Занимался пушным промыслом на Тихоокеанском побережье и торговлей в Кяхте. Его поставки в Кяхту достигали порой 1/4 всего привоза пушнины. В 1787 г. принял участие в создании Шелеховской торгово-промысловой «Американской» компании, которая в 1799 г. была принята под покровительство правительства и получила название «Российско-Американской компании». Одним из 20 пайщиков вновь образованного дела являлся Михаил Афанасьевич Сибиряков, которому принадлежало акций на 20 тыс. рублей (1814). Немалую долю в складывании капиталов занимали различные откупа и подряды. Фактически наследственным бизнесом семьи Сибиряковых являлась доставка свинца и меди с Нерчинских казенных заводов в Барнаул и Екатеринбург: так, в 1802—1803 гг. перевозка свинца находилась почти исключительно в руках Михаила Афанасьевича и его сыновей, которые буквально диктовали свои условия на торгах (подрядная плата за пуд составляла 1 руб. 96 коп.). Все это вело к росту прибылей подрядчиков, так норма прибылей составляла от 44 % (1818) до 60 % (1819) и даже порой до 133 % (1817). Сибиряков же производил крупные поставки закупленного хлеба для Нерчинских винокуренных заводов, являлся одним из крупных винных откупщиков, погреба которого находились на всей территории Восточной Сибири. Брал у казны подряды на доставку различных товаров: по подряду доставил в Якутск 16 400 пудов муки (1773); совместно с иркутским купцом Киселёвым взял у казны откуп на 4 года грузоперевозки по Охотскому тракту (1774); получил право на перевозку 20 тыс. пудов соли из Иркутска в Верхнеудинск (1809). Имел флот на Байкале из 6 больших судов и десятка карбасов (карбазов) и лодок. Владел наследственными рудниками и Тельминской суконной фабрикой (1773—1793). Ходатайствовал перед Мануфактур-коллегией о разрешении открыть в Иркутске производство тика, холста и других полотен (1798). Вскоре фабрика открылась на первом этаже его каменного дома. На её устройство было истрачено 3590 руб. и установлено 6 станков. Михаил Афанасьевич имел значительный вес в делах городского самоуправления и около 40 лет находился на общественной службе: заседатель в городском магистрате (1777—1780), заседатель в суде (1771, 1796—1797), городской голова (1787—1789, 1793—1795, 1799—1801, 1807—1810). Был удостоен почетного звания «именитого гражданина». В начале XIX в. возглавил вместе с П. Мыльниковым купеческую партию, отстаивавшую свои права на предпринимательство и сферу городского самоуправления. Генерал-губернатор И. Б. Пестель так характеризовал Михаила Афанасьевича: «Наиболее отличается во всех предприятиях, именем общества против делаемых со стороны правительства распоряжений, Михайло Сибиряков. Купец Сибиряков имеет немалое влияние на общество, многие считают его в виде некого их руководителя и защитника…»
Алексей Афанасьевич Сибиряков (ок. 1733—1772), как и родной брат Михаил, являлся купцом I гильдии, имел речные и морские суда, занимался рыбным промыслом в юго-западной части Байкала и по Ангаре.
Ксенофонт Михайлович Сибиряков (1772—1825) — иркутский купец I гильдии, городской голова, сын Михаила Афанасьевича. Унаследовав основную часть капиталов отца, продолжил его бизнес. Имел речные и морские суда, занимался поставками свинца из Нерчинска на Алтай; соли, вина, провианта и др. товаров в Забайкалье. Вел торговлю в Иркутске, Кяхте, в сибирских и российских городах. Исполнял должность городского головы (1817—1825). Современники писали о нём: «Сядет, бывало, на дрожки и скажет кучеру, куда ехать, приедет кучер, а хозяина в экипаже нет: заметив проездом какой-нибудь беспорядок, Сибиряков мгновенно соскакивает с дрожек, вбегает в дом или лавку и лупит виновного. С таким человеком держали себя тихо…» На набережной Ангары он выстроил роскошный 3-этажный Сибиряковский дворец (ныне больше известен как «Белый дом»). Согласно завещанию, его зять И. Л. Медведников выстроил на Байкале недалеко от Лиственичной деревянную Никольскую церковь.
Михаил Александрович Сибиряков (1815—1874) — иркутский купец I гильдии, потомственный почетный гражданин, крупный золотопромышленник. Принято считать, что его дед, Михаил, был одним из сыновей Михаила Афанасьевича Сибирякова-старшего. Родился в обедневшей купеческой семье, которую в таком состоянии ему передал отец Александр Михайлович и вплоть до 1837 года значился в мещанах. В начале 1840-х годов дела его пошли в гору, и в 1849 году он уже значится купцом I гильдии. В немалой степени этому содействовало удачное вложение капиталов в золотопромышленность. В 1848 году Михаил Александрович обнаружил признаки золота в долине р. Хомолхо, позже — в бассейне р. Лены. В начале 1860-х годов им совместно с И. И. Базановым, И. Н. Трапезниковым, Я. А. Немчиновым создаётся Желтуктинское золотопромышленное товарищество, первоначально владевшее 4 приисками, а к 1863 году их насчитывалось уже 25. В начале 1864 года это товарищество ликвидировало свои дела, а его компаньоны основали новое паевое полное товарищество «Прибрежно-Витимскую Ко» (договор подписан в 1865 г.). Участие в компании было разделено на 13 паев, из которых 3 принадлежало Михаилу Афанасьевичу: он владел Благовещенским, Стефано-Афанасьевским, Михайловским приисками. В 1864 году Михаил Афанасьевич Сибиряков основал город Бодайбо как приисковую Бодайбинскую резиденцию (склад грузов), обслуживающую Стефано-Афанасьевский прииск. К июлю 1865 года было открыто уже до 30 приисков, обороты компании повышались, прибыли пайщиков возрастали. После смерти И. Н. Трапезникова решено было учредить новую золотопромышленную фирму — «Компания Промышленности в разных местах Восточной Сибири» (1865). Товарищество добывало в среднем в год до 275 пудов золота и получало колоссальные прибыли (1865—1899). В рамках золотопромышленной компании Михаил Александрович являлся также и совладельцем Бодайбинской железной дороги. В 1864 г. им совместно с И. И. Базановым была учреждена «К° Ленско-Витимского пароходства Базанова и Сибирякова»; через 10 лет товариществу принадлежало уже 3 парохода (220 л. с.), а затем — 5 (1890). Вкладывал Сибиряков капиталы и в винокурение: с 1860-х гг. выступал пайщиком Вознесенского и Александро-Невского винокуренных заводов. В начале 1870-х годов был пайщиком при строительстве Иркутских казарм. Под конец жизни общее состояние Михаила Афанасьевича оценивалось более чем в 4 млн руб., из них ценные бумаги — 2 млн. 270 тыс. руб. Общественные службы: был директором губернаторского попечительства о тюрьмах; церковным старостой Вознесенской церкви (1863—1865); член городской думы (1860). При обсуждении вопросов о преобразовании городского самоуправления высказывался за уменьшение числа служащих, в частности, за упразднение должности кандидатов по городскому голове как должности крайне обременительной, ненужной и невыгодной. Занимался благотворительной и меценатской деятельностью, тратил немалые суммы на различные благотворительные начинания: в попечительство детских приютов (1865), в комитет попечительства о раненых и больных воинах (1869), в помощь пострадавшим от наводнения (1870), в детский сад (1871), на нужды Вознесенского монастыря, на строительство часовни в честь Св. Иннокентия (1872). На его средства (107 тыс. руб.) в 1872 на углу ул. Луговой и Мыльниковской (ныне — угол ул. Марата и Чкалова) была построена богадельня для престарелых на 10 человек. В 1873 году на деньги промышленной компании Сибирякова, Базанова и Немчинова было возведено новое деревянное здание театра, взамен сгоревшего. Был женат на Варваре Константиновне Трапезниковой (1826—1887), которая после своей смерти оставила капитала на сумму 47 тыс. руб., и являлась также владелицей ряда объектов городской недвижимости. Дети: Александр, Константин, Иннокентий, Антонина, Анна, Ольга (замужем за князем В. В. Вяземским). Благодаря стараниям отца, дети получили отличное образование в столичных университетах и зарубежных институтах, а дочери — в Девичьем институте.
Александр Михайлович Сибиряков (1849—1933) — иркутский купец I гильдии, потомственный почётный гражданин, известный меценат и исследователь Сибири. Получил образование в Цюрихском политехникуме (Швейцария), причём в дальнейшем не терял связи с этим институтом. По мировой сделке с наследниками Михаила Александровича (1875) получил свою долю участия в золотопромышленных товариществах отца «Прибрежно-Витимской» и «К° промышленности…», стал членом «К° Ленско-Витимского пароходства…» К концу XIX в. большая часть паёв Сибиряковых на участие в вышеуказанных компаниях была передана Александру Михайловичу Сибирякову, его сестрам и братьям, в связи с чем он становится одним из крупнейших золотопромышленников Сибири. Определенный доход приносила продукция Александро-Невского стекольного завода и писчебумажной фабрики, приобретенной им в начале 1870-х годов. В это же десятилетие им были сделаны крупные капиталовложения в транспортную сеть Сибири и пароходство, которое, наряду с золотопромышленностью, стало основной сферой его предпринимательской деятельности. В 1885 г. открывается «Ангарское пароходство», которому предстояло организовать буксирное движение по Ангаре до Братского острога. Но пороги близ него оказались непроходимыми, и в середине 1890-х годов предприятие было ликвидировано. С этого времени внимание Александра Михайловича обратилось к водным сообщениям Дальнего Востока, и в августе 1894 года им совместно с А. И. Петровым был подписан контракт на учреждение «Амурского общества пароходства и торговли». В начале XX в. Александр Михайлович отходит от активной предпринимательской деятельности: капиталы обращаются в процентные и гарантийные бумаги, облигации. Он покидает Иркутск и подолгу живёт в Швейцарии, Франции и на юге России (в Батуми ему принадлежит имение «Ангара»). Умер Александр Михайлович в Ницце, в больнице Пастера 2 ноября 1933 г.
Александр Михайлович Сибиряков был одним из крупнейших благотворителей и меценатов, видным организатором научного обследования Сибири. Его предпринимательский талант и размах ярко проявились не только в бизнесе. В общей сложности он потратил более 1,5 млн руб. (не считая других мелких пожертвований) на развитие культуры и просвещения Сибири, на её изучение и освоение. Среди наиболее крупных пожертвований: 200 тыс. руб. на строительство и оборудование Томского университета (1880; в 1904 избран почетным членом Совета университета); 12 тыс. руб. на устройство типографии газеты «Сибирь» (1886); 50 тыс. руб. на учреждение в Иркутске Высшего Технического училища (1882); 800 тыс. руб. на устройство народных школ; 50 тыс. руб. на образование капитала для выдачи с его процентов премий за лучшее сочинение о Сибири; 5 тыс. руб. на строительство Иркутского театра (1890). На его средства были построены и содержались начальное училище им. М. А. Кладищевой и его Троицкое отделение, Казанская церковь, дом призрения бедных им. М. А. Сибирякова. Немалые суммы жертвовал он в мужскую гимназию, городскую библиотеку, в фонды обществ вспомоществования учащимся Восточной Сибири и учащимся сибирякам в Петербурге. Являлся серьезным исследователем Северного морского пути из Европы в Сибирь, а также более экономичного сухопутного маршрута из России в Сибирь. Высказывал идею, до сих пор не потерявшую своего значения, о том, чтобы связать все уголки восточной части России посредством водных артерий и волок в единый хозяйственный организм, открыть новые порты для активизации внешней торговли Сибири. Ход и результаты путешествий Александра Михайловича были изложены в статьях и отдельных книгах; обобщающий характер носит его книга «О путях сообщения Сибири и морских сношениях её с другими странами» (СПб., 1907)."Там, где реки имеют громадные протяжения, как у нас в Европейской и Азиатской России, они, казалось бы, и должны играть в организме страны подобающую им роль. Сибирь богата своими водными путями, и наша задача состоит в том, чтобы ими воспользоваться как должно. Наступило время подумать об этом…".,- писал Александр Михайлович Сибиряков. Среди наиболее крупных исследований в этой области, связанных с его именем — экспедиции Э. Норденшельда (1876—1879), Григорьева (1879—1880), Де Лонга (1881) и др. За активную поддержку исследовании был награждён шведским королём почетным Крестом Полярной Звезды (1878), французским правительством — знаком отличия «Пальмовой ветвью» и званием " Officieix de le Instruction " (1893), удостоен серебряной медали Императорского Русского Географического общества (1893). Однако, от русского правительства не получил никаких наград и званий. Состоял членом нескольких благотворительных обществ, ВСОИРГО и с конца 1880-х годов был гласным городской думы.
Его имя носил ледокольный пароход; в его честь до сих пор на карте Сибири остается остров Сибирякова в Енисейском заливе. Портрет Aлександра Михайловича кисти художника А. И. Корзухина хранится ныне в ИОХМ.
Константин Михайлович Сибиряков (1854 — после 1908) — младший брат Александра Михайловича, потомственный почётный гражданин. Владел частью паёв золотопромышленной «Прибрежно-Витимской К°» и «К° промышленности…», перешедших ему по наследству от отца. Кроме того, Иннокентий Михайлович передал ему своё участие в этих компаниях (1896). Землевладелец, имел поместье в Закавказье. В 1887, благодаря стараниям В. О. Португалова, передал часть своих земель в хозяйство общины «братьев-библейцев». Служил кассиром Иркутского губернского казначейства (1900), награждён орденом Св. Анны III степени. Состоял членом Общества оказания пособия учащимся сибирякам в Петербурге. Помогал капиталами и личным участием в благотворительной деятельности своих братьев и сестёр. В начале XX в. проживал в Петербурге по ул. Сергиевской, 67. Был известен как скульптор.
Иннокентий Михайлович Сибиряков (1860—1901) — младший брат Александра Михайловича, потомственный почётный гражданин, иркутский купец I гильдии. Образование получил в Иркутском промышленном училище и С.-Петербургском университете. Унаследовал часть паёв «Прибрежно-Витимской К°» и «К° промышленности…» (1875), а затем передал своё участие брату Константину (1896). Являлся также совладельцем АО пароходства и торговли по Амуру (1893—1896). Был известен как активный благотворитель на ниве просвещения, к течение многих лет финансировал издания ряда книг о Сибири Д. М. Головачёва, В. И. Межова, Н. М. Ядринцева, П. А. Словцова, В. И. Семевского и сам собрал обширную историческую библиотеку. Финансировал также ряд научных экспедиций ВСОИРГО, в том числе экспедицию Г. Н. Потанина во Внутреннюю Азию и Якутию (1894—1896). Учредил в банке капитал в 420 тыс. руб. для выдачи пособий приисковым рабочим (1894). Крупные суммы им были выделены на открытие анатомического музея, биологической лаборатории Лесгафта, на строительство Томского университета, на устройство высших женских курсов в Петербурге, ряда школ и музеев в Иркутской губернии, в фонды различных благотворительных обществ, членом которых он состоял.
Анна Михайловна Сибирякова (1862—после 1902) — дочь Михаила Александровича, потомственного почётного гражданина. Владела рядом золотых приисков, перешедших к ней по наследству от отца. Известная благотворительница. Пожертвовала более 1 млн руб. во время эпидемии тифа и голода в Томской губернии в 1890—1891. На её средства были открыты 45 хлебопекарен, 3 народные столовые, 10 чайных; кормила хлебом до 6,5 тыс. человек. Для борьбы с тифом были сформированы врачебно-санитарные отряды, которые содержались на её счёт. Оказывала существенную материальную помощь обществу для вспомоществования нуждающимся переселенцам, учащимся сибирякам.
Серафима Дмитриевна Сибирякова (1823 — после 1865) — внучка Михаила Васильевича. Вышла замуж за священника одного из иркутских соборов — отца Серафима Шашкова, мать известного сибирского историка и общественного деятеля Серафима Серафимовича Шашкова (1841—1882).

## Описание герба
«Щит разделён на две равные части диагонально извитою полосою голубого цвета слева направо, на которой изображены три Орлиных крыла чёрные. В нижней в пурпуровом поле рудокопные Орудия; в верхней в красном поле серебряный Полумесяц рогами на правую сторону обращённый. Щит увенчан дворянскими шлемом. Нашлемник: три страусовых пера. Намёт на щите красный, подложенный серебром». Герб Сибирякова внесён в Часть 1 Общего гербовника дворянских родов Всероссийской империи, с. 127.
Значение герба: Голубой цвет — символизирует красоту, величие, верность, доверие, безупречность, а также развитие, движение вперед, надежду, мечту. Красный цвет — символизирует любовь, мужество, смелость, великодушие. Орёл — символ власти, господства, независимости, силы, а также великодушия и прозорливости. Полумесяц — полукруг с вогнутой средней частью. Символизирует победу над мусульманством. Шлем — символ принадлежности к титулованному роду.

## Известные представители рода Сибиряковых
Сибиряков Александр Михайлович (26 сентября (8 октября) 1849, Иркутск — 2 ноября 1933, Ницца) — российский золотопромышленник, исследователь Сибири.
Сибиряков Иннокентий Михайлович (30 октября 1860, Иркутск, Российская империя — 6 ноября 1901, Афон, Греция) — выдающийся русский благотворитель и меценат.

## Острова Сибиряковых
- Остров Сибирякова (Красноярский край) — крупный остров на юге Карского моря, у входа в Енисейский залив на границе Западной и Восточной Сибири. Площадь около 800 км². Назван Нильсом Норденшельдом в честь Александра Михайловича Сибирякова в 1878 г.[4] Координаты острова: 72°54′ с. ш. 79°11′ в. д.
- Остров Сибирякова (Приморский край)

## Ледокол «Александр Сибиряков»
«Александр Сибиряков» — ледокольный пароход, совершивший первое в истории сквозное плавание по Северному морскому пути из Белого моря в Берингово за одну навигацию. Назван в 1916 году в честь русского финансиста Александра Михайловича Сибирякова. Судно героически погибло во время Второй Мировой Войны в бою с крейсером «Адмирал Шеер» 25 августа 1942 года в водах Карского моря Арктики. Поиски останков судна, организованные в 2007 г. не увенчались успехом
Уже в 1945 году в честь «Александра Сибирякова» назван пароход-ледокол, построенный по финскому заказу под названием «Jääkarhu» (фин. «Белый медведь»). В фильме «Красная палатка» 1969 года «Сибиряков» исполнил роль ледокола «Красин».

## Интересные факты
Лейб Моисеевич Спивак (1869 или 1870, Полонное — 1938, Варшава) — великолепный артист оперы, творческий путь которого начинался в «Ла Скала». С конца 1890-х годов был солистом различных оперных театров Российской империи, в том числе Киевской оперы, Большого театра, Бакинской, Тифлисской, Харьковской опер. Исключительной красоты голос завоевал певцу широкое признание. Его пригласили в Мариинский театр, где солист выступал в 1902—1904 и 1909—1921 годах. Чтобы стать актером императорской сцены, он принял крещение и взял девичью фамилию жены — Сибиряков, став известным и выступая уже как Лев Михайлович Сибиряков. «Сама стихия прекрасно воспитанного, выхоленного, поразительно культивированного звука привносила в пение Сибирякова ту образность, а кое-где и поэтичность, которые порой убеждали слушателя не меньше, чем хорошо продуманное, отличное пение артиста с посредственным голосом». Пением Сибирякова увлекался Михаил Булгаков, который в молодые годы сам мечтал об оперной карьере. Сестра писателя Надежда Булгакова-Земская рассказывала: «На столе у него, гимназиста, стояла фотографическая карточка артиста Киевской оперы Льва Сибирякова — с надписью, которую брат с гордостью дал мне прочесть: „Мечты иногда претворяются в действительность“»
Под псевдонимом Семен Григорьевич Сибиряков творил советский писатель Срул-Мойше Гершевич Броверман, участвовавшем в революционном движении (псевдонимы «Ермак», «Срулек Кишинёвский»), арестованном в 1908 году за подготовку взрывчатых средств, и осуждённом на 8 лет и 8 месяцев каторжных работ в Сибири.(описано в повести «Взрыв на Свечной»). Стихи начал писать в 1908 году в кишинёвской тюрьме (опубликованы в рукописном тюремном журнале «Голота»). Печатался с 1924 года в журналах «Молодая гвардия», «Смена», «Прожектор», «Каторга и ссылка», «ПутиР», «КиС» и других. Был членом литературных групп «Рабочая весна», МАПП (московская ассоциация пролетарских писателей), ВАПП (Всероссийская ассоциация пролетарских писателей). Работал редактором в издательствах «Политкаторжанин», «Детгиз», «Молодая гвардия». Автор ряда киносценариев, повестей, рассказов, книг «Григорий Иванович Котовский» (1925), «В каменном мешке» (1926), «В борьбе за жизнь» (1927) и других, главным образом основанных на воспоминаниях автора и вышедших в издательстве Всесоюзного общества бывших политкаторжан и ссыльно-поселенцев.

## Фильм
- Сибирская история. Династия Сибиряковых. Автор О. Г. Ринчинова, режиссёр М. В. Аристова. 2016